# 12657 Bonch-Bruevich
12657 Bonch-Bruevich este un asteroid din centura principală de asteroizi.

## Descriere
12657 Bonch-Bruevich este un asteroid din centura principală de asteroizi. A fost descoperit pe 30 august 1971 la Observatorul de Astrofizică din Crimeea de Tamara Smirnova. Asteroidul prezintă o orbită caracterizată de o semiaxă mare de 3,02 ua, o excentricitate de 0,10 și o înclinație de 9,4° în raport cu ecliptica.